# قرار مجلس الأمن التابع للأمم المتحدة رقم 1695
قرار مجلس الأمن التابع للأمم المتحدة رقم 1695، الذي اتخذ بالإجماع في 15 يوليو 2006، بعد أن ذكر بالقرارات 825 (1993) و1540 (2004) بشأن كوريا الشمالية وعدم انتشار أسلحة الدمار الشامل على التوالي، حظر المجلس بيع المواد التي من شأنها زيادة قدرة جمهورية كوريا الشعبية الديمقراطية (كوريا الشمالية) على تعزيز برنامج الصواريخ الباليستية.

## التبني والأحكام
يدين القرار تجارب إطلاق الصواريخ التي أجرتها كوريا الشمالية في 4 يوليو 2006. كانت صياغة البيان وقوته بمثابة حل وسط بين الولايات المتحدة واليابان وفرنسا، التي فضلت بيانًا قويًا وعقوبات، وبين جمهورية الصين الشعبية وروسيا، اللتين فضلتا بيانًا أقل حدة. لا يستند القرار إلى الفصل السابع من ميثاق الأمم المتحدة بناءً على طلب الصين وروسيا. تم تقديم القرار من قبل اليابان وبرعاية الولايات المتحدة.
يحظر القرار على جميع الدول الأعضاء في الأمم المتحدة بيع مواد أو تكنولوجيا للصواريخ أو أسلحة الدمار الشامل لكوريا الشمالية، ومن تلقي الصواريخ أو الأسلحة أو التكنولوجيا المحظورة من بيونغ يانغ. كما دعا كوريا الشمالية إلى العودة إلى المحادثات السداسية والامتناع عن إجراء المزيد من التجارب الصاروخية والنووية. قال مسؤول من وزارة خارجية الكورية الجنوبية: «على كوريا الشمالية أن تدرك حقيقة أن المجتمع الدولي يأخذ أنشطتها الصاروخية والنووية بجدية أكبر».

## رد فعل كوريا الشمالية
وقد رفضت كوريا الشمالية القرار في غضون 47 دقيقة، وفقًا لسفير الولايات المتحدة لدى الأمم المتحدة، جون بولتون. وبحسب وكالة الأنباء الرسمية لكوريا الشمالية، فإن القرار جاء نتيجة «سياسة خارجية معادية لكوريا الديمقراطية»، الأمر الذي خلق «وضعا خطيرا للغاية في شبه الجزيرة الكورية». يتابع البيان:
وقالت كوريا الشمالية إن القرار «محاولة من قبل بعض الدول لإساءة استخدام مجلس الأمن». وقال سفير جمهورية كوريا الديمقراطية الشعبية لدى الأمم المتحدة، باك كيل يون، إن بلاده «أعربت عن نيتها تمديد وقف إطلاق الصواريخ إلى ما بعد عام 2003، انطلاقا من روح الإعلان، على أساس أن اليابان سوف تطبع علاقاتها مع بلاده وتدين ماضيها. . . [حيث أن اليابان] أساءت إلى حسن نية بلاده واتبعت سياسة معادية».

## روابط خارجية
- نص القرار في undocs.org